# رود کاکمر
رود کاکمر رودی است به کانال مانش می‌ریزد. این رود از کشور بریتانیا می‌گذرد.